# كافنديش (فيرمونت)
كافنديش (بالإنجليزية: Cavendish, Vermont)‏ هي بلدة تقع بولاية فيرمونت في الولايات المتحدة. تبلغ مساحتها 102.8 (كم²)، وترتفع عن سطح البحر 310 م، بلغ عدد سكانها 1367 نسمة في عام 2010 حسب إحصاء مكتب تعداد الولايات المتحدة .

## المناخ
يظهر الجدول التالي التغييرات المناخية على مدار السنة لكافنديش:
| البيانات المناخية لـكافنديش  | البيانات المناخية لـكافنديش | البيانات المناخية لـكافنديش | البيانات المناخية لـكافنديش | البيانات المناخية لـكافنديش | البيانات المناخية لـكافنديش | البيانات المناخية لـكافنديش | البيانات المناخية لـكافنديش | البيانات المناخية لـكافنديش | البيانات المناخية لـكافنديش | البيانات المناخية لـكافنديش | البيانات المناخية لـكافنديش | البيانات المناخية لـكافنديش | البيانات المناخية لـكافنديش |
| الشهر                        | يناير                       | فبراير                      | مارس                        | أبريل                       | مايو                        | يونيو                       | يوليو                       | أغسطس                       | سبتمبر                      | أكتوبر                      | نوفمبر                      | ديسمبر                      | المعدل السنوي               |
| ---------------------------- | --------------------------- | --------------------------- | --------------------------- | --------------------------- | --------------------------- | --------------------------- | --------------------------- | --------------------------- | --------------------------- | --------------------------- | --------------------------- | --------------------------- | --------------------------- |
| متوسط درجة الحرارة الكبرى °م | −1.6                        | −0.1                        | 5.2                         | 12.7                        | 20.4                        | 25.1                        | 27.6                        | 26.3                        | 21.8                        | 15.2                        | 7.3                         | 0.2                         | 13.3                        |
| المتوسط اليومي °م            | −7.8                        | −6.9                        | −1.3                        | 5.7                         | 12.5                        | 17.4                        | 20.0                        | 18.7                        | 14.4                        | 8.2                         | 1.9                         | −5.1                        | 6.5                         |
| متوسط درجة الحرارة الصغرى °م | −14.0                       | −13.7                       | −7.7                        | −1.4                        | 4.6                         | 9.7                         | 12.4                        | 11.2                        | 7.1                         | 1.1                         | −3.4                        | −10.4                       | −0.4                        |
| الهطول مم                    | 81                          | 72                          | 88                          | 92                          | 95                          | 102                         | 101                         | 89                          | 91                          | 93                          | 07                          | 86                          | 1٬087                       |
| متوسط تساقط الثلوج سم        | 52.6                        | 48.8                        | 41.4                        | 15.0                        | 0.8                         | 0.2                         | —                           | —                           | —                           | 1.0                         | 15.0                        | 42.9                        | 217.7                       |
| متوسط درجة الحرارة الكبرى °ف | 29.1                        | 31.8                        | 41.4                        | 54.9                        | 68.7                        | 77.2                        | 81.7                        | 79.3                        | 71.2                        | 59.4                        | 45.1                        | 32.4                        | 55.9                        |
| المتوسط اليومي °ف            | 18.0                        | 19.6                        | 29.7                        | 42.3                        | 54.5                        | 63.3                        | 68.0                        | 65.7                        | 57.9                        | 46.8                        | 35.4                        | 22.8                        | 43.7                        |
| متوسط درجة الحرارة الصغرى °ف | 6.8                         | 7.3                         | 18.1                        | 29.5                        | 40.3                        | 49.5                        | 54.3                        | 52.2                        | 44.8                        | 34.0                        | 25.9                        | 13.3                        | 31.3                        |
| الهطول إنش                   | 3.2                         | 2.8                         | 3.5                         | 3.6                         | 3.7                         | 4.0                         | 4.0                         | 3.5                         | 3.6                         | 3.7                         | 0.3                         | 3.4                         | 42.8                        |
| متوسط تساقط الثلوج إنش       | 20.7                        | 19.2                        | 16.3                        | 5.9                         | 0.3                         | 0.1                         | —                           | —                           | —                           | 0.4                         | 5.9                         | 16.9                        | 85.7                        |
| متوسط أيام هطول الأمطار      | 11                          | 10                          | 11                          | 11                          | 13                          | 13                          | 12                          | 11                          | 11                          | 11                          | 11                          | 11                          | 136                         |
| متوسط الأيام المثلجة         | 9.8                         | 8.5                         | 6.9                         | 1.9                         | 0.1                         | —                           | —                           | —                           | —                           | 0.3                         | 3.4                         | 7.9                         | 38.8                        |
| المصدر:                      |                             |                             |                             |                             |                             |                             |                             |                             |                             |                             |                             |                             |                             |

## أعلام
- نيتي ستيفنز
- ريتشارد فليتشير

## وصلات خارجية
- The US50 - Cities and Towns in Vermont State
- Vermont Cities and Towns, Facts, Map, Flag, Colleges, Government, and More